# Kost (redskab)
 For alternative betydninger, se Kost. (Se også artikler, som begynder med Kost)
En kost er et redskab, som benyttes til rengøring, fejning. Kosten består af en samling stive fibre, som er bundet fast på et kosteskaft eller fæstet i et bundstykke, som er fastgjort til skaftet.
Den ældste måde at binde en kost på var sammenbinding af birkeris, gyvel, hedelyng eller andet og fastgøre det sammenbundne knippe til et kosteskaft. Dette håndværk udførtes af en kostebinder. Senere koste er bundet som en børste på en bund, og der er er anvendt hestehår, svinebørster, kokostrævler, piassava og andre naturfibre og kunststof: polyester er velegnet til vådfejning.
De ældste koste kaldes riskoste efter materialet; og der findes også stålkoste. Både gadekoste og staldkoste. Skorstensfejere har koste i kæder.
Et jysk dialektord for en kost er en lime (sammenbundne ris).
I litteraturen er koste transportmiddel for hekse.
I ældre tid har man brugt koste som sømærker, og ordet er i dag også brugt om sømærker fremstillet på anden vis.